# هنری یوهانسن
هنری یوهانسن (نروژی: Henry Johansen; ۲۱ ژوئیهٔ ۱۹۰۴ – ۲۹ مهٔ ۱۹۸۸) بازیکن و مربی فوتبال اهل نروژ بود.
از باشگاه‌هایی که در آن بازی کرده‌است می‌توان به باشگاه فوتبال وولرنگا اشاره کرد.
وی همچنین در تیم ملی فوتبال نروژ بازی کرده‌است.